# Успенівська сільська рада (Гуляйпільський район)
Успенівська сільська рада — колишній орган місцевого самоврядування у Гуляйпільському районіЗапорізької області з адміністративним центром у с. Успенівка.

## Загальні відомості
Водоймища на території, підпорядкованій даній раді: р. Янчул.

## Населені пункти
Сільській раді підпорядковані населені пункти:
- с. Успенівка
- с. Красногірське
- с. Нове
- с. Новоуспенівське
- с. Павлівка
- с. Привільне
- с. Рибне
- с. Солодке

|  |

## Склад ради
Рада складається з 16 депутатів та голови.

### Керівний склад ради
| ПІБ                       | Основні відомості                                                                                     | Дата обрання | Дата звільнення |
| ------------------------- | --- | ------------ | --------------- |
| Галкіна Тетяна Миколаївна | Сільський голова, 1954 року народження, освіта, член Соціал-демократичної партії України (об'єднаної) | 26.03.2006   | 31.10.2010      |
| Галкіна Тетяна Миколаївна | Сільський голова, 1954 року народження, освіта вища, член Партії регіонів                             | 31.10.2010   | 25.10.2015      |
| Сирцова Наталія Іванівна  | Сільський голова,                                                                                     | 25.10.2015   |                 |

Примітка: таблиця складена за даними джерела

## Населення
Згідно з переписом УРСР 1989 року чисельність наявного населення сільської ради становила 2123 особи, з яких 928 чоловіків та 1195 жінок.
За переписом населення України 2001 року в сільській раді мешкало 1887 осіб.

### Мова
Розподіл населення за рідною мовою за даними перепису 2001 року:
| Мова       | Відсоток |
| ---------- | -------- |
| українська | 96,09 %  |
| російська  | 2,64 %   |
| вірменська | 0,79 %   |
| білоруська | 0,48 %   |